# DeJuan Wright
DeJuan Wright (7 december 1988) is een Amerikaans basketballer. Wright speelde in Nederland voor Donar, Den Bosch en Leiden.

## Erelijst
- NBB-Beker (2): 2013, 2015
- Supercup (1): 2014

Individuele prijzen:
- DBL All-Star (2): 2013, 2015
- DBL Dunk kampioen (1): 2013

## Statistieken
| Jaar                         | Team      | GS | MPW  | 2P%  | 3P%  | VW%  | RPW | APW | SPW | BPW | PPW  |
| ---------------------------- | --------- | -- | ---- | ---- | ---- | ---- | --- | --- | --- | --- | ---- |
| 2012–13                      | Den Bosch | 41 | 24.4 | .583 | .421 | .813 | 5.3 | 1.6 | 1.4 | 0.5 | 13.0 |
| 2013–14                      | Leiden    | 8  | 26.9 | .571 | .385 | .771 | 5.0 | 1.0 | 1.4 | 0.5 | 13.1 |
| 2014–15                      | Groningen | 23 | 31.5 | .611 | .321 | .795 | 5.2 | 3.2 | 2.0 | 0.3 | 15.5 |
| Laatste update: 1 april 2015 |           |    |      |      |      |      |     |     |     |     |      |